# クリシュナ (テルグ俳優)
ガッタマネーニ・シヴァ・ラーマ・クリシュナ・ムールティ（Ghattamaneni Siva Rama Krishna Murthy、1943年5月31日 - 2022年11月15日）は、インドのテルグ語映画で活動する俳優、映画監督、映画プロデューサー。50年以上のキャリアの中で神話映画、ドラマ映画、社会派映画、西部劇映画、アクション映画、歴史映画など350本以上の映画に出演しており、監督・プロデューサーとしてテルグ語映画初のシネマスコープ映画（『Alluri Seetarama Raju』）、70mmフィルム映画（『Simhasanam』）、DTS映画（『Telugu Veera Levara』）を製作、出演するなど同映画業界の技術革新に貢献した。2009年にパドマ・ブーシャン勲章を授与され、1989年からはインド国民会議党員としてローク・サバー議員を務めた。

## キャリア

### 1962年 - 1975年
クリシュナの俳優キャリアは『Padandi Mundhuku』『Kulagothralu』『Paruvu Prathishta』などの端役を演じることで始まった。1965年に『Thene Manasulu』で主役に起用され、同作の成功を受けたアードゥルティ・スッバ・ラオは次回作『Kanne Manasulu』で引き続きクリシュナを起用した。1966年にテルグ語探偵映画の先駆的作品『Gudachari 116』で主役を演じ、『Marapurani Katha』『Atthagaaru Kotthakodalu』『Undamma Bottu Pedathaa』などの出演した。この時期には『Sthree Janma』『Niluvu Dopidi』『Vichithra Kutumbam』『Akka Chellellu』『Manchi Kutumbam』などで、スター俳優の地位を確立していたN・T・ラーマ・ラオやアッキネーニ・ナゲシュワラ・ラオと共演している。1967年にバープの『Sakshi』に出演し、同作はタシュケント映画祭で高い評価を得た。
同時期に映画製作会社パドマラーヤ・スタジオを設立し、『Mosagallaku Mosagadu』『Pandanti Kapuram』『Devudu Chesina Manushulu』『Alluri Seetarama Raju』などの大予算映画を製作した。また、妻ヴィジャヤ・ニルマラと共同で新たな映画製作会社ヴィジャヤ・クリシュナ・ムービーズを設立し、『Devadasu』などの批評家から高い評価を得る作品を製作している。1971年に製作したインド式西部劇を確立した『Mosagallaku Mosagadu』や『Allude Menalludu』は高い人気を集めた。しかし、『Alluri Seetarama Raju』製作以後は14作品連続で興行的な失敗を記録している。1972年に出演した『Pandanti Kapuram』は国家映画賞 テルグ語長編映画賞を受賞している。

### 1976年 - 1989年

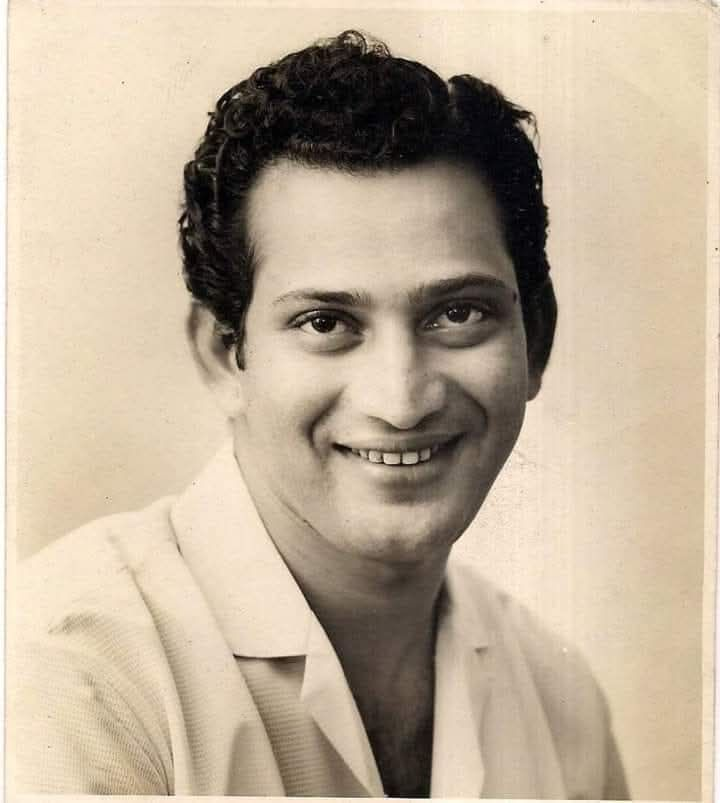
青年期のクリシュナ

1976年に多額の製作費を投じた『Paadi Pantalu』が公開された。農業問題を題材にした同作は、クリシュナ作品として数年振りのヒットを記録した。続けて製作した『Raja Rajeswari Vilas Coffee Club』も興行的成功を収め、『Rama Rajyamloo Raktha Paasam』は平均的な興行収入を記録した。この他に『Kolleti Kapuram』『Bhalee Dongalu』『Devudee Gelichaadu』に出演し、『Kolleti Kapuram』『Bhalee Dongalu』は高い評価を受けヒットを記録したものの、『Devudee Gelichaadu』は興行的に失敗している。
1976年に神話映画『Kurukshetram』の製作を発表したが、同時期に叙事詩的映画『Daana Veera Soora Karna』を製作していたラーマ・ラオと競合することになった。両作は翌1977年に公開され、共に興行的な成功を収めた。1978年から1986年にかけて『Anna Dammula Sawaal』『Kumara Raja』『Agent Gopi』『Indradanassu』『Allari Bulloodu』などに出演し、いずれもヒットを記録した。1979年には『Viyyalavaari Kayyaalu』『Mandeegundelu』『Hema-Heemeelu』『Kottha Alludu』『Burripalem Bulloodu』に出演してヒットを記録している。1980年にシュリデヴィと『Gharana Donga』『Maama Allulla Sawaal』『Chuttaalunnaaru Jagrattha』『Ram Robert Rahim』で共演し、彼女とのコンビネーションは人気を集めた。
1981年に出演した『Ooriki Monagaadu』は、クリシュナにとって最大のヒットを記録した。1982年に『Bangaaru Bhoomi』『Paadipantalu』に出演し、同年に映画スタジオのオーナーとなり『Eeenaadu』を製作した。彼は『Mundhadugu』『Kiraayi Kotigaadu』『Adavi Simhaalu』『Sakthi』『Prajaarajyam』を製作し、これらの作品がヒットしたことで彼の名声がさらに高まった。1984年も『Iddharu Dongalu』『Bangaaru Kaapuram』『Mukyamanthri』『Kanchukaagada』などのヒット作を製作し、1985年にクリシュナのキャリアは最盛期を迎えた。彼は『Agni Parvatam』『Palnati Simham』『Vajrayudham』に出演して興行的な成功を収め、この他にも『Suryachandra』『Pacchani Kapuram』『Mahasangramam』に出演し、ショーバン・バーブと共演した。1986年初頭に出演した『Krishnagaaradi』『Brahmasthram』は興行的に失敗し、同年に『Simhasanam』『Shankharavam』で監督デビューを果たした。『Khaidhi Rudrayya』はクリシュナのキャリアの中で最大のヒット作の一つとなり、多くの興行成績を塗り替えた。また、『Naa Pilupee Prabhanjanam』ではテルグ・デサム党の政策を風刺し、同党の支持者や指導者による上映反対運動が起きた。結果的に反対運動が話題を呼び、映画は興行的な成功を収めた。1988年の出演作品は興行的に振るわなかったが、1989年には『Koduku Diddina Kapuram』『Saahasamee Naa Oopiri』『Gudachari 117』『Goondaarajyam』で興行的な成功を収めた。

### 1990年以降
1990年に製作した『Nagaasthram』『Anna Thammudu』は、いずれも平均的な興行収入を記録した。1992年に『Raktha Tharpanam』を製作後、クリシュナはキャリアの中で最も長期にわたる休業期間に入った。1993年には『Pacchani Samsaaram』に出演して成功を収め、その後も『Number One』『Amma Dongaa!』でヒットを記録している。2004年にはテルグ語映画『Sampangi』をリメイクしたヒンディー語映画『Ishq Hai Tumse』を監督し、ディノ・モレア、ビパシャ・バスーを主要キャストに起用している。
2012年12月に年齢と健康問題を理由に映画活動、政治活動からの引退を発表した。

## 死去
2022年11月14日に心臓発作で倒れ、ハイデラバードの病院に搬送された。クリシュナの状況は芳しくなく、人工呼吸器を装着されたが、翌15日午前4時ごろに死去した。遺体は自宅に戻された後、同日午後5時にG・M・C・バーラヨーギ陸上競技場に安置され、ファンとの別れの場が設けられた。その後、テランガーナ州首相のK・チャンドラシェーカル・ラーオの主導により、遺体は翌16日に州政府の最高の栄誉をもって見送られ、火葬された。

## 受賞歴
- ナンディ賞 主演男優賞：『Alluri Seetarama Raju』（1974年）
- フィルムフェア賞 南インド映画部門生涯功労賞（英語版）（1997年）
- NTRナショナル・アワード（2003年）[17]
- パドマ・ブーシャン勲章（2009年）